# Pasar Lubuk Landai
Pasar Lubuk Landai is een bestuurslaag in het regentschap Bungo van de provincie Jambi, Indonesië. Pasar Lubuk Landai telt 1701 inwoners (volkstelling 2010).